# Eva-Maria Quistorp
Eva-Maria Quistorp (ur. 27 sierpnia 1945 w Detmold) – niemiecka polityk, nauczycielka i teolog, posłanka do Parlamentu Europejskiego III kadencji.

## Życiorys
Pochodzi z osiadłej w Ducherow gałęzi szlacheckiej rodziny Quistorp. Córka ewangelickiego pastora Heinricha Quistorpa (1911–1987) i jego pierwszej żony Elfriede z domu Thilo (1916–2007). Studiowała germanistykę, teologię i nauki polityczne na Wolnym Uniwersytecie Berlińskim. Od 1973 do 1981 pracowała jako nauczycielka, ucząc języka niemieckiego, wiedzy o społeczeństwie i religii. Odbyła podróże do krajów Ameryki Łacińskiej, pracowała jako wolontariuszka w szpitalu, a także wstąpiła do związku zawodowego Gewerkschaft Erziehung und Wissenschaft. Rozpoczęła pisanie doktoratu na temat teorii feministycznej.
W 1979 należała do założycieli partii Zielonych, od 1986 do 1988 zasiadała w ich federalnej egzekutywie. W 1979 po raz pierwszy kandydowała do Parlamentu Europejskiego. Od 1980 do 1981 należała do krajowych władz stowarzyszenia społecznych inicjatyw ekologicznych (BBU), a od 1981 do 1986 do kierownictwa ruchu pokojowego w RFN. Była rzeczniczką prasową tej ostatniej organizacji i kobiecej grupy pokojowej. Opublikowała kilkadziesiąt artykułów i książek poświęconych ekologii, prawom człowieka, współpracy międzynarodowej i pokojowi. Brała udział i organizowała liczne wydarzenia, m.in. związane z ruchem antynuklearnym, antywojennym i rozbrojeniowym.
W 1989 została wybrana na posłankę do Parlamentu Europejskiego III kadencji. Przystąpiła do grupy zielonych, od czerwca 1991 do stycznia 1992 była jej wiceprzewodniczącą. Należała do Komisji ds. Środowiska Naturalnego, Zdrowia Publicznego i Ochrony Konsumentów, Delegacji ds. stosunków ze Związkiem Socjalistycznych Republik Radzieckich oraz Delegacji ds. stosunków z państwami ASEAN i Międzyparlamentarną Organizacją ASEAN (AIPO) oraz Republiką Korei. W 1994 nie kandydowała ponownie. Później działała w organizacji byłych europarlamentarzystów i stowarzyszeniu przyjaciół Fundacji im. Heinricha Bölla. Była konsultantką ONZ Kobiety i organizacji pozarządowej Women’s Environment & Development Organization. Otrzymała także honorowe członkostwo w stowarzyszeniu dla ochrony zagrożonych ludów. Pracowała jako wolny strzelec, publikując kilkanaście kolejnych książek, pozostawała także bezrobotna.
W 2017 odznaczona Orderem Zasługi Republiki Federalnej Niemiec. Czasowo opiekowała się dziewczynką z Afganistanu.